# Cantone di La Seyne-sur-Mer-2
Il Cantone di La Seyne-sur-Mer-2 è una divisione amministrativa dell'Arrondissement di Tolone.
È stato istituito a seguito della riforma dei cantoni del 2014, che è entrata in vigore con le elezioni dipartimentali del 2015.

## Composizione
Comprende parte del comune di La Seyne-sur-Mer e i comuni di:
- Six-Fours-les-Plages
- Saint-Mandrier-sur-Mer